# Implosie van duikboot Titan

Technische tekening - OceanGate Titan

De Titan was een mini-duikboot van het bedrijf OceanGate. Het vaartuig kwam in juni 2023 wereldwijd in het nieuws toen het verdween tijdens een excursie naar het wrak van de Titanic. Naderhand bleek dat de Titan was geïmplodeerd, waarbij alle vijf inzittenden waren omgekomen.

## Bouw en specificaties
Stockton Rush, eigenaar van OceanGate en bouwer van de Titan, zag zichzelf als innovator en ging er prat op dat hij bewust – naar eigen zeggen ingecalculeerde – risico's had genomen bij het bouwen van het vaartuig. Eerder had hij verklaard dat hij de regelgeving rondom het veilig bouwen van passagiersduikboten belachelijk overdreven vond, en dat deze innovatie in de weg stond.
Het bouwsel woog 10.432 kilo, met een romp die bestond uit een 6,7 meter lange, licht afgeplatte cilinder. De neus was een titanium koepel, met daarin een patrijspoort met een diameter van 53 centimeter. De rest van het drukvat bestond uit koolstofvezel. De besturing van het vaartuig werd uitgevoerd door middel van een controller van het type Logitech F710. Het vaartuig kon – volgens de website van OceanGate – diepten tot 4 kilometer bereiken en had voor 96 uur aan zuurstof voor de totale capaciteit van vijf personen.
De Titan was geen onderzeeër, in die zin dat het niet zelf kon duiken, maar onder water moest worden gebracht door een extern vaartuig. Vanaf tien meter diep, waar de golfslag niet meer voelbaar is, kon hij op eigen kracht naar de diepzee. Het vaartuig stuwde zichzelf voort door middel van vier elektrisch aangedreven schroeven van het type Innerspace 1002.
De cabine was alleen van buiten te openen.

## Gebruik
Het vaartuig werd vanaf 2021 ingezet voor onderwatertochten met onderzoekers en toeristen, naar onder andere het wrak van de in 1912 gezonken Titanic. Gewoonlijk gingen er op elke trip een bestuurder, drie betalende gasten en een deskundige mee.

## Verdwijning
Op 18 juni 2023 verloor het begeleidende moederschip Polar Prince het contact met de Titan, die bezig was met de afdaling naar de Titanic. Dit gebeurde 1 uur en 45 minuten nadat de Titan aan de duik was begonnen, wat ook ongeveer de tijd was die nodig was om de Titanic te bereiken. Hierdoor werden de locatie en de toestand waarin de Titan en de inzittenden verkeerden onzeker. Aan boord waren vijf mensen, de Amerikaanse Oceangate-CEO Stockton Rush, de Brits-Pakistaanse miljardair Shahzada Dawood en zijn zoon Suleman, de Britse zakenman Hamish Harding en de Fransman Paul-Henri Nargeolet. Toen de Titan later die dag niet op de geplande tijd omhoogkwam, werden de autoriteiten gewaarschuwd. Er zou in totaal voor 96 uur zuurstof in de boot aanwezig zijn.
Er volgde een zoektocht op en onder water, waar zo'n zestig schepen en tientallen vliegtuigen bij betrokken raakten. Het werd veruit de kostbaarste hulpverleningsoperatie op zee uit de recente geschiedenis.
Op 22 juni, kort nadat de hoop op overlevenden vrijwel was opgegeven omdat sowieso de zuurstofvoorraad inmiddels op moest zijn geweest, maakte de Amerikaanse kustwacht bekend dat er op de zeebodem, in de buurt van de Titanic, door een op afstand bestuurbaar onderwatervoertuig (ROV) brokstukken waren gevonden. Later die dag maakte de Amerikaanse kustwacht op een persconferentie bekend dat uit onderzoek was gebleken dat het ging om restanten van de duikboot, en dat naar alle waarschijnlijkheid alle opvarenden waren omgekomen. Volgens het meest waarschijnlijke scenario was de Titan geïmplodeerd.
Tijdens de zoektocht kwam tevens aan het licht dat een medewerker van OceanGate er eerder voor had gewaarschuwd dat de Titan nooit getest was op het kunnen weerstaan van de extreme druk op de bodem van de oceaan nabij de Titanic, op bijna 4 kilometer diepte.
Op 28 juni 2023 kwamen wrakstukken van de Titan aan in de Canadese haven van St. John's.

## Onderzoek
De Amerikaanse kustwacht deed onderzoek naar het ongeluk. Het eindrapport dat in 2025 verscheen maakte melding van de volgende oorzaken van de ramp:
- Het ontwerp van de romp was niet in orde.
- Onderhoud werd niet (juist) uitgevoerd.
- Problemen aan de romp werden niet (goed) onderzocht.
- Er was sprake van een 'giftige' werksfeer bij OceanGate.
- OceanGate volgde niet (altijd) de bestaande wet- en regelgeving.
- De veiligheidsprocedures waren niet op orde.
- Stockton Rush zou zijn klanten willens en wetens hebben misleid met overdreven beweringen over de veiligheid en de staat van de Titan.
- De certificering van de Titan was niet in orde.

## Documentaires
In juni 2025 verscheen op Netflix een documentaire over deze ramp, Titan: The OceanGate Submersible Disaster.
De BBC zond een documentaire uit in 2025 over het ongeluk, Implosion: The Titanic Sub Disaster. Daarin werd gesteld dat een van de oorzaken van de implosie was, dat de Titan in de voorafgaande winter in de buitenlucht had gestaan waarbij vorstschade zou zijn opgetreden.